# El Clásico
El Clásico (pol. Klasyk) – nazwa meczu piłkarskiego pomiędzy katalońską FC Barceloną i kastylijskim Realem Madryt, najbardziej utytułowanymi klubami Hiszpanii.

## Kluby
| Porównanie klubów                                                              | Porównanie klubów                        | Porównanie klubów                        | Porównanie klubów                                                              |
| ------------------------------------------------------------------------------ | ---------------------------------------- | ---------------------------------------- | ------------------------------------------------------------------------------ |
| Real Madryt                                                                    |                                          |                                          | FC Barcelona                                                                   |
| 6 marca 1902                                                                   | rok założenia                            | rok założenia                            | 29 listopada 1899                                                              |
| 36                                                                             | Mistrzostwa Hiszpanii                    | Mistrzostwa Hiszpanii                    | 28                                                                             |
| 20                                                                             | Puchary Hiszpanii                        | Puchary Hiszpanii                        | 32                                                                             |
| 13                                                                             | Superpuchary Hiszpanii                   | Superpuchary Hiszpanii                   | 15                                                                             |
| 10 lutego 1929 Real Madryt 5:0 CE Europa                                       | Debiut w najwyższej lidze                | Debiut w najwyższej lidze                | 10 lutego 1929 Racing Santander 0:2 FC Barcelona                               |
| zdobywca: 15 razy finalista: 3 razy                                            | zdobywca lub finalista Ligi Mistrzów     | zdobywca lub finalista Ligi Mistrzów     | zdobywca: 5 razy finalista: 3 razy                                             |
| zdobywca: 2 razy                                                               | zdobywca lub finalista Ligi Europy       | zdobywca lub finalista Ligi Europy       | 0                                                                              |
| zdobywca: 6 razy finalista: 3 razy                                             | zdobywca lub finalista Superpucharu UEFA | zdobywca lub finalista Superpucharu UEFA | zdobywca: 5 razy finalista: 4 razy                                             |
| 8 września 1955 Servette FC 0:2 Real Madryt (Puchar Europy Mistrzów Klubowych) | debiut w rozgrywkach europejskich UEFA   | debiut w rozgrywkach europejskich UEFA   | 3 września 1959 CDNA Sofia 2:2 FC Barcelona (Puchar Europy Mistrzów Klubowych) |
| Primera División                                                               | obecny poziom ligowy (2024/2025)         | obecny poziom ligowy (2024/2025)         | Primera División                                                               |
| Estadio Santiago Bernabéu                                                      | stadion                                  | stadion                                  | Camp Nou                                                                       |

## Historia
Od początku rozgrywek piłkarskich w Hiszpanii oba zespoły postrzegane były jako reprezentanci swoich regionów – Katalonii i Kastylii. Rywalizacja obu zespołów miała podłoże polityczne i kulturowe.
Podczas dyktatury gen. Miguela Primo de Rivery, a zwłaszcza Francisco Franco Katalończycy doświadczali represji, tłumiono ich tożsamość i dążenia do niepodległości. Nadawanie katalońskich imion i używanie katalońskiego języka było zakazane. Z czasem El Clásico zaczęło być postrzegane jako rywalizacja reprezentującej katalońskie dążenia niepodległościowe (patrz motto més que un club) Barcelony oraz związanego z hiszpańskim centralizmem Realu. Podczas hiszpańskiej wojny domowej prezydent Barcelony, Josep Sunyol, zginął z rąk zwolenników Franco.
W latach 50. Alfredo Di Stéfano grał początkowo w FC Barcelonie (nie wystąpił jednak w oficjalnym meczu), a następnie przeszedł do Realu Madryt. Okoliczności tego transferu nie są do końca jasne, jednak Argentyńczyk poprowadził królewski klub do największych sukcesów w historii i jest uznawany za jednego z najlepszych piłkarzy swoich czasów.
Jednym z najbardziej pamiętanych wydarzeń związanym z rywalizacją dwóch najbardziej utytułowanych klubów Primera División był transfer Luísa Figo. Portugalski skrzydłowy, będąc czołową postacią Dumy Katalonii i kapitanem drużyny, zdecydował się na transfer do największego rywala. Publiczne zapewnianie o lojalności w stosunku do katalońskiego klubu, a potem podpisanie wysokiego kontraktu w Realu Madryt wywołały wściekłość wśród culés, kibiców Barcelony. Figo stał się w Katalonii wrogiem publicznym numer 1, a podczas jego pierwszego meczu w barwach madryckiego klubu na Camp Nou na boisko z trybun poleciały butelki, telefony komórkowe, a nawet głowa świni.
Podczas meczu odbywającego się 10 kwietnia 2010 r. kibice i zawodnicy uczcili minutą ciszy ofiary katastrofy polskiego Tu-154M w Smoleńsku. Ponadto piłkarze Realu Madryt, solidaryzując się z bramkarzem drużyny, Jerzym Dudkiem, założyli czarne opaski.
Okres, w którym Klasyki wywoływały szczególnie duże napięcie, to kwiecień i maj 2011 r. Między 16 kwietnia a 3 maja, Barça i Real Madryt spotkały się wtedy aż czterokrotnie. W meczu ligowym na Santiago Bernabéu padł remis 1:1, w finale Copa del Rey, po dogrywce, zwyciężył klub z Madrytu, natomiast w Champions League FC Barcelona wygrała pierwszy mecz 2:0, a po remisie 1:1 w rewanżu awansowała do finału rozgrywek. Zaciętym meczom towarzyszyły m.in. utarczki słowne pomiędzy ówczesnymi trenerami obu zespołów (Guardiolą i Mourinho) na konferencjach prasowych.

## Mecze ligowe

### 1928–1936
| Sezon   | Kolejka | Mecz                       | Wynik | Strzelcy goli                                      |
| ------- | ------- | -------------------------- | ----- | -------------------------------------------------- |
| 1928/29 | 2.      | FC Barcelona – Real Madryt | 1:2   | Parera – Morera (2)                                |
| 1928/29 | 11.     | Real Madryt – FC Barcelona | 0:1   | Sastre                                             |
| 1929/30 | 9.      | FC Barcelona – Real Madryt | 1:4   | Bestit – Rubio (2), López, Lazcano                 |
| 1929/30 | 18.     | Real Madryt – FC Barcelona | 5:1   | Rubio (2), Lazcano (3) – Goiburu                   |
| 1930/31 | 9.      | Real Madryt – FC Barcelona | 0:0   | –                                                  |
| 1930/31 | 18.     | FC Barcelona – Real Madryt | 3:1   | Ramón (3) – Eugenio                                |
| 1931/32 | 9.      | Real Madryt – FC Barcelona | 2:0   | Olivares (2)                                       |
| 1931/32 | 18.     | FC Barcelona – Real Madryt | 2:2   | Samitier, Arocha – Lazcano, Regueiro               |
| 1932/33 | 6.      | FC Barcelona – Real Madryt | 1:1   | Arocha – Regueiro                                  |
| 1932/33 | 15.     | Real Madryt – FC Barcelona | 2:1   | Samitier (2) – Goiburu                             |
| 1933/34 | 4.      | FC Barcelona – Real Madryt | 1:2   | Morera – Olivares, Regueiro                        |
| 1933/34 | 13.     | Real Madryt – FC Barcelona | 4:0   | Valle, Samitier, Regueiro, Eugenio                 |
| 1934/35 | 10.     | Real Madryt – FC Barcelona | 8:2   | Lazcano (3), Sañudo (4), Regueiro – Escola, Guzmán |
| 1934/35 | 21.     | FC Barcelona – Real Madryt | 5:0   | Vantolra (4), Escola                               |
| 1935/36 | 7.      | FC Barcelona – Real Madryt | 0:3   | Regueiro, Diz, Lecue                               |
| 1935/36 | 18.     | Real Madryt – FC Barcelona | 3:0   | Lecue (2), Emilin                                  |

W latach 1936–1939 z powodu wojny domowej nie rozgrywano meczów ligowych.

### 1939–1950
| Sezon   | Kolejka | Mecz                       | Wynik | Strzelcy goli                                                              |
| ------- | ------- | -------------------------- | ----- | -------------------------------------------------------------------------- |
| 1939/40 | 9.      | Real Madryt – FC Barcelona | 2:1   | Alonso, Lecue – Pascual                                                    |
| 1939/40 | 20.     | FC Barcelona – Real Madryt | 0:0   | –                                                                          |
| 1940/41 | 10.     | FC Barcelona – Real Madryt | 3:0   | Sospedra (2), Valle Mas                                                    |
| 1940/41 | 21.     | Real Madryt – FC Barcelona | 1:2   | Barinaga – Bravo, Martín                                                   |
| 1941/42 | 4.      | Real Madryt – FC Barcelona | 4:3   | Arbiza (2), Benito (sam.), Belmar – Calvet, Raich, Gracia                  |
| 1941/42 | 17.     | FC Barcelona – Real Madryt | 0:2   | Alday (2)                                                                  |
| 1942/43 | 1.      | Real Madryt – FC Barcelona | 3:0   | Arbiza (2), Alsúa                                                          |
| 1942/43 | 14.     | FC Barcelona – Real Madryt | 5:5   | Martín (2), Escola, Valle Mas (2) – – Alonso, Alday (2), Botella, Mardones |
| 1943/44 | 13.     | Real Madryt – FC Barcelona | 0:1   | Valle Mas                                                                  |
| 1943/44 | 26.     | FC Barcelona – Real Madryt | 1:2   | Barinaga – Bravo, Martín                                                   |
| 1944/45 | 8.      | Real Madryt – FC Barcelona | 1:0   | Moleiro                                                                    |
| 1944/45 | 21.     | FC Barcelona – Real Madryt | 5:0   | César (2), Bravo, Escola, M. Gonzalvo                                      |
| 1945/46 | 9.      | Real Madryt – FC Barcelona | 3:2   | Barinaga, Pruden, Belmar – Martin, M. Gonzalvo                             |
| 1945/46 | 22.     | FC Barcelona – Real Madryt | 1:0   | César                                                                      |
| 1946/47 | 11.     | Real Madryt – FC Barcelona | 2:1   | Corona, Molowny – Seguer                                                   |
| 1946/47 | 24.     | FC Barcelona – Real Madryt | 3:2   | Bravo, Navarro (2) – Arsuaga (2)                                           |
| 1947/48 | 4.      | Real Madryt – FC Barcelona | 1:1   | Barinaga – Clemente (sam.)                                                 |
| 1947/48 | 17.     | FC Barcelona – Real Madryt | 4:2   | Seguer, Basora (2), César – Gallardo, Rafa                                 |
| 1948/49 | 2.      | Real Madryt – FC Barcelona | 1:2   | Barinaga – Florencio, Basora                                               |
| 1948/49 | 15.     | FC Barcelona – Real Madryt | 3:1   | César (2), Basora – Pahiño                                                 |
| 1949/50 | 3.      | Real Madryt – FC Barcelona | 6:1   | Olmedo, Cabrera, Pahiño (2), Macala (2) – J. Gonzalvo                      |
| 1949/50 | 16.     | FC Barcelona – Real Madryt | 2:3   | Basora, César – Pahiño, Rafa, Cabrera                                      |

### 1950–1960
| Sezon   | Kolejka | Mecz                       | Wynik | Strzelcy goli                                                                         |
| ------- | ------- | -------------------------- | ----- | ------------------------------------------------------------------------------------- |
| 1950/51 | 3.      | FC Barcelona – Real Madryt | 7:2   | Nicolau (2), César, Marcos Aureli (2), M. Gonzalvo, Basora – Molowny, García González |
| 1950/51 | 18.     | Real Madryt – FC Barcelona | 4:1   | Narro (3), Pahiño – Canal                                                             |
| 1951/52 | 10.     | Real Madryt – FC Barcelona | 5:1   | Molowny, Cabrera, Pahiño (2), Olsen – Basora                                          |
| 1951/52 | 25.     | FC Barcelona – Real Madryt | 4:2   | Vila Soler, César (3) – Olsen, Arsuaga                                                |
| 1952/53 | 11.     | Real Madryt – FC Barcelona | 2:1   | Arsuaga (2) – Manchón                                                                 |
| 1952/53 | 26.     | FC Barcelona – Real Madryt | 1:0   | Moreno                                                                                |
| 1953/54 | 7.      | Real Madryt – FC Barcelona | 5:0   | Di Stéfano (2), Olsen (2), Molowny                                                    |
| 1953/54 | 22.     | FC Barcelona – Real Madryt | 5:1   | Tejada (2), César, Moreno, Manchón – Di Stéfano                                       |
| 1954/55 | 11.     | Real Madryt – FC Barcelona | 3:0   | Di Stéfano, Rial, Joseíto                                                             |
| 1954/55 | 26.     | FC Barcelona – Real Madryt | 2:2   | Basora, Moll – Gento                                                                  |
| 1955/56 | 10.     | Real Madryt – FC Barcelona | 2:1   | Rial, Marquitos – Areta                                                               |
| 1955/56 | 25.     | FC Barcelona – Real Madryt | 2:0   | Villaverde (2)                                                                        |
| 1956/57 | 10.     | FC Barcelona – Real Madryt | 1:0   | Suárez                                                                                |
| 1956/57 | 25.     | Real Madryt – FC Barcelona | 1:0   | Joseíto                                                                               |
| 1957/58 | 5.      | Real Madryt – FC Barcelona | 3:0   | Kopa, Rial, Di Stéfano                                                                |
| 1957/58 | 20.     | FC Barcelona – Real Madryt | 0:2   | Marsal, Rial                                                                          |
| 1958/59 | 7.      | FC Barcelona – Real Madryt | 4:0   | Evaristo (3), Tejada                                                                  |
| 1958/59 | 22.     | Real Madryt – FC Barcelona | 1:0   | Herrera                                                                               |
| 1959/60 | 11.     | Real Madryt – FC Barcelona | 2:0   | Mateos, Di Stéfano                                                                    |
| 1959/60 | 26.     | FC Barcelona – Real Madryt | 3:1   | Kocsis, Martínez, Villaverde – Di Stéfano                                             |

### 1960–1970
| Sezon   | Kolejka | Mecz                       | Wynik | Strzelcy goli                                                     |
| ------- | ------- | -------------------------- | ----- | ----------------------------------------------------------------- |
| 1960/61 | 12.     | FC Barcelona – Real Madryt | 3:5   | Martínez, Villaverde, Kubala – Di Stéfano (2), Del Sol, Gento (2) |
| 1960/61 | 27.     | Real Madryt – FC Barcelona | 3:2   | Del Sol, Di Stéfano, Puskás – Suárez, Kubala                      |
| 1961/62 | 5.      | Real Madryt – FC Barcelona | 2:0   | Puskás, Del Sol                                                   |
| 1961/62 | 20.     | FC Barcelona – Real Madryt | 3:1   | Evaristo (2), Kocsis – F. Ruiz                                    |
| 1962/63 | 3.      | Real Madryt – FC Barcelona | 2:0   | Di Stéfano (2)                                                    |
| 1962/63 | 18.     | FC Barcelona – Real Madryt | 1:5   | Ré – Puskás (3), Di Stéfano, Gento                                |
| 1963/64 | 12.     | Real Madryt – FC Barcelona | 4:0   | Puskás (3), Di Stéfano                                            |
| 1963/64 | 27.     | FC Barcelona – Real Madryt | 1:2   | Zaldúa – Gento, Puskás                                            |
| 1964/65 | 9.      | Real Madryt – FC Barcelona | 4:1   | Amancio (3), Serena – Ré                                          |
| 1964/65 | 24.     | FC Barcelona – Real Madryt | 1:2   | Ré – Pirri, Serena                                                |
| 1965/66 | 14.     | Real Madryt – FC Barcelona | 1:3   | F. Ruiz – Fusté (2), Zaldúa                                       |
| 1965/66 | 29.     | FC Barcelona – Real Madryt | 2:1   | Rife, Zaballa – Gento                                             |
| 1966/67 | 10.     | Real Madryt – FC Barcelona | 1:0   | Veloso                                                            |
| 1966/67 | 25.     | FC Barcelona – Real Madryt | 2:1   | Fusté (2) – Amancio                                               |
| 1967/68 | 12.     | Real Madryt – FC Barcelona | 1:1   | Gento – Zaldúa                                                    |
| 1967/68 | 27.     | FC Barcelona – Real Madryt | 1:1   | Zaldúa – Pirri                                                    |
| 1968/69 | 9.      | Real Madryt – FC Barcelona | 2:1   | Pirri, José Luis – Zaldúa                                         |
| 1968/69 | 24.     | FC Barcelona – Real Madryt | 1:1   | Zaldúa – Gento                                                    |
| 1969/70 | 1.      | Real Madryt – FC Barcelona | 3:3   | Fleitas (2), Gento – Bustillo (2), Rexach                         |
| 1969/70 | 16.     | FC Barcelona – Real Madryt | 1:0   | Gallego                                                           |

### 1970–1980
| Sezon   | Kolejka | Mecz                       | Wynik | Strzelcy goli                                       |
| ------- | ------- | -------------------------- | ----- | --------------------------------------------------- |
| 1970/71 | 7.      | Real Madryt – FC Barcelona | 0:1   | Zabalza                                             |
| 1970/71 | 22.     | FC Barcelona – Real Madryt | 0:1   | Grande                                              |
| 1971/72 | 11.     | Real Madryt – FC Barcelona | 1:1   | Grosso – Asensi                                     |
| 1971/72 | 28.     | FC Barcelona – Real Madryt | 1:0   | Asensi                                              |
| 1972/73 | 5.      | FC Barcelona – Real Madryt | 1:0   | Barrios                                             |
| 1972/73 | 22.     | Real Madryt – FC Barcelona | 0:0   | –                                                   |
| 1973/74 | 5.      | FC Barcelona – Real Madryt | 0:0   | –                                                   |
| 1973/74 | 22.     | Real Madryt – FC Barcelona | 0:5   | Asensi (2), Cruyff, Pérez, Sotil                    |
| 1974/75 | 15.     | Real Madryt – FC Barcelona | 1:0   | Martínez                                            |
| 1974/75 | 32.     | FC Barcelona – Real Madryt | 0:0   | –                                                   |
| 1975/76 | 15.     | FC Barcelona – Real Madryt | 2:1   | Neeskens, Rexach – Pirri                            |
| 1975/76 | 32.     | Real Madryt – FC Barcelona | 0:2   | Rexach, Heredia                                     |
| 1976/77 | 3.      | FC Barcelona – Real Madryt | 3:1   | Marcial, Cruyff, Heredia – Pirri                    |
| 1976/77 | 20.     | Real Madryt – FC Barcelona | 1:1   | Pirri – Cruyff                                      |
| 1977/78 | 12.     | FC Barcelona – Real Madryt | 2:3   | Rexach (2) – Jensen, Santillana, Stielike           |
| 1977/78 | 29.     | Real Madryt – FC Barcelona | 4:0   | Jensen (2), Juanito, Santillana                     |
| 1978/79 | 4.      | Real Madryt – FC Barcelona | 3:1   | Santillana (2), Jensen – Neeskens                   |
| 1978/79 | 21.     | FC Barcelona – Real Madryt | 2:0   | Krankl, Asensi                                      |
| 1979/80 | 3.      | Real Madryt – FC Barcelona | 3:2   | Santillana, Juanito, Cunningham – Landaburu, Krankl |
| 1979/80 | 20.     | FC Barcelona – Real Madryt | 0:2   | García Hernández, Santillana                        |

### 1980–1990
| Sezon   | Kolejka | Mecz                       | Wynik | Strzelcy goli                                   |
| ------- | ------- | -------------------------- | ----- | ----------------------------------------------- |
| 1980/81 | 13.     | FC Barcelona – Real Madryt | 2:1   | Schuster, Quini – Juanito                       |
| 1980/81 | 30.     | Real Madryt – FC Barcelona | 3:0   | Juanito, Santillana, Stielike                   |
| 1981/82 | 16.     | FC Barcelona – Real Madryt | 3:1   | Alexanko, Quini (2) – Juanito                   |
| 1981/82 | 33.     | Real Madryt – FC Barcelona | 3:1   | García Cortés, Stielike, Isidro – Quini         |
| 1982/83 | 13.     | Real Madryt – FC Barcelona | 0:2   | Esteban, Quini                                  |
| 1982/83 | 30.     | FC Barcelona – Real Madryt | 2:1   | Maradona, Perico Alonso – Juanito               |
| 1983/84 | 8.      | FC Barcelona – Real Madryt | 1:2   | Quini – Juanito, Santillana                     |
| 1983/84 | 25.     | Real Madryt – FC Barcelona | 2:1   | Juanito, Santillana – Maradona                  |
| 1984/85 | 1.      | Real Madryt – FC Barcelona | 0:3   | Ángel (sam.), Archibald, Calderé                |
| 1984/85 | 18.     | FC Barcelona – Real Madryt | 3:2   | Gerardo, Migueli, Esteban – Sanchís, Butragueño |
| 1985/86 | 11.     | FC Barcelona – Real Madryt | 2:0   | Marcos Alonso, Calderé                          |
| 1985/86 | 28.     | Real Madryt – FC Barcelona | 3:1   | Maceda, Valdano, Butragueño – Amarilla          |
| 1986/87 | 8.      | Real Madryt – FC Barcelona | 1:1   | H. Sánchez – Pedraza                            |
| 1986/87 | 25.     | FC Barcelona – Real Madryt | 3:2   | Lineker (3) – Valdano, H. Sánchez               |
| 1986/87 | 35.     | Real Madryt – FC Barcelona | 0:0   | –                                               |
| 1986/87 | 40.     | FC Barcelona – Real Madryt | 2:1   | Lineker, Roberto – H. Sánchez                   |
| 1987/88 | 16.     | Real Madryt – FC Barcelona | 2:1   | H. Sánchez (2) – Schuster                       |
| 1987/88 | 35.     | FC Barcelona – Real Madryt | 2:0   | Carasco, Lineker                                |
| 1988/89 | 8.      | Real Madryt – FC Barcelona | 3:2   | H. Sánchez, Aldana, Gordillo – Bakero, Carasco  |
| 1988/89 | 27.     | FC Barcelona – Real Madryt | 0:0   | –                                               |
| 1989/90 | 6.      | FC Barcelona – Real Madryt | 3:1   | Salinas, Koeman (2) – H. Sánchez                |
| 1989/90 | 25.     | Real Madryt – FC Barcelona | 3:2   | Míchel, Butragueño, H. Sánchez – Salinas        |

### 1990–2000
| Sezon     | Kolejka | Mecz                       | Wynik | Strzelcy goli                                 |
| --------- | ------- | -------------------------- | ----- | --------------------------------------------- |
| 1990/91   | 19.     | FC Barcelona – Real Madryt | 2:1   | Laudrup, Spasić (sam.) – Butragueño           |
| 1990/91   | 38.     | Real Madryt – FC Barcelona | 1:0   | Aldana                                        |
| 1991/92   | 6.      | Real Madryt – FC Barcelona | 1:1   | Prosinečki – Koeman                           |
| 1991/92   | 25.     | FC Barcelona – Real Madryt | 1:1   | Koeman – Hierro                               |
| 1992/93   | 1.      | FC Barcelona – Real Madryt | 2:1   | Bakero, Stoiczkow – Míchel                    |
| 1992/93   | 20.     | Real Madryt – FC Barcelona | 2:1   | Zamorano, Míchel – Amor                       |
| 1993/94   | 18.     | FC Barcelona – Real Madryt | 5:0   | Romário (3), Koeman, Iván Iglesias            |
| 1993/94   | 37.     | Real Madryt – FC Barcelona | 0:1   | Amor                                          |
| 1994/95   | 16.     | Real Madryt – FC Barcelona | 5:0   | Zamorano (3), Luis Enrique, Amavisca          |
| 1994/95   | 35.     | FC Barcelona – Real Madryt | 1:0   | Nadal                                         |
| 1995/96   | 5.      | Real Madryt – FC Barcelona | 1:1   | Raúl – Roger                                  |
| 1995/96   | 26.     | FC Barcelona – Real Madryt | 3:0   | Kodro (2), Figo                               |
| 1996/97   | 16.     | Real Madryt – FC Barcelona | 2:0   | Šuker, Mijatović                              |
| 1996/97   | 37.     | FC Barcelona – Real Madryt | 1:0   | Ronaldo                                       |
| 1997/98   | 9.      | Real Madryt – FC Barcelona | 2:3   | Raúl, Šuker – Rivaldo, Luis Enrique, Giovanni |
| 1997/98   | 28.     | FC Barcelona – Real Madryt | 3:0   | Anderson, Figo, Giovanni                      |
| 1998/99   | 3.      | Real Madryt – FC Barcelona | 2:2   | Raúl (2) – Kluivert, Anderson                 |
| 1998/99   | 22.     | FC Barcelona – Real Madryt | 3:0   | Luis Enrique (2), Rivaldo                     |
| 1999/2000 | 7.      | FC Barcelona – Real Madryt | 2:2   | Rivaldo, Figo – Raúl (2)                      |
| 1999/2000 | 26.     | Real Madryt – FC Barcelona | 3:0   | R. Carlos, Anelka, Morientes                  |

### 2000–2010
| Sezon   | Kolejka | Mecz                       | Wynik | Strzelcy goli                                              |
| ------- | ------- | -------------------------- | ----- | ---------------------------------------------------------- |
| 2000/01 | 6.      | FC Barcelona – Real Madryt | 2:0   | Luis Enrique, Simão Sabrosa                                |
| 2000/01 | 25.     | Real Madryt – FC Barcelona | 2:2   | Raúl (2) – Rivaldo (2)                                     |
| 2001/02 | 11.     | Real Madryt – FC Barcelona | 2:0   | Morientes, Figo                                            |
| 2001/02 | 30.     | FC Barcelona – Real Madryt | 1:1   | Xavi – Zidane                                              |
| 2002/03 | 11.     | FC Barcelona – Real Madryt | 0:0   | –                                                          |
| 2002/03 | 30.     | Real Madryt – FC Barcelona | 1:1   | Ronaldo – Luis Enrique                                     |
| 2003/04 | 15.     | FC Barcelona – Real Madryt | 1:2   | Kluivert – Roberto Carlos, Ronaldo                         |
| 2003/04 | 34.     | Real Madryt – FC Barcelona | 1:2   | Solari – Kluivert, Xavi                                    |
| 2004/05 | 12.     | FC Barcelona – Real Madryt | 3:0   | Eto’o, van Bronckhorst, Ronaldinho                         |
| 2004/05 | 31.     | Real Madryt – FC Barcelona | 4:2   | Zidane, Ronaldo, Raúl, Owen – Eto’o, Ronaldinho            |
| 2005/06 | 12.     | Real Madryt – FC Barcelona | 0:3   | Eto’o, Ronaldinho (2)                                      |
| 2005/06 | 31.     | FC Barcelona – Real Madryt | 1:1   | Ronaldinho – Ronaldo                                       |
| 2006/07 | 7.      | Real Madryt – FC Barcelona | 2:0   | Raúl, van Nistelrooy                                       |
| 2006/07 | 26.     | FC Barcelona – Real Madryt | 3:3   | Messi (3) – van Nistelrooy (2), S. Ramos                   |
| 2007/08 | 17.     | FC Barcelona – Real Madryt | 0:1   | Júlio Baptista                                             |
| 2007/08 | 36.     | Real Madryt – FC Barcelona | 4:1   | Raúl, Robben, Higuaín, van Nistelrooy – Henry              |
| 2008/09 | 15.     | FC Barcelona – Real Madryt | 2:0   | Eto’o, Messi                                               |
| 2008/09 | 34.     | Real Madryt – FC Barcelona | 2:6   | Higuaín, Sergio Ramos – Henry (2), Messi (2), Puyol, Piqué |
| 2009/10 | 12.     | FC Barcelona – Real Madryt | 1:0   | Ibrahimović                                                |
| 2009/10 | 31.     | Real Madryt – FC Barcelona | 0:2   | Messi, Pedro                                               |

### 2010–2020
| Sezon   | Kolejka | Mecz                       | Wynik | Strzelcy goli                                       |
| ------- | ------- | -------------------------- | ----- | --------------------------------------------------- |
| 2010/11 | 13.     | FC Barcelona – Real Madryt | 5:0   | Xavi, Pedro, David Villa (2), Jeffrén               |
| 2010/11 | 32.     | Real Madryt – FC Barcelona | 1:1   | Cristiano Ronaldo – Messi                           |
| 2011/12 | 16.     | Real Madryt – FC Barcelona | 1:3   | Benzema – Alexis Sánchez, Xavi, Fàbregas            |
| 2011/12 | 35.     | FC Barcelona – Real Madryt | 1:2   | Alexis Sánchez – Khedira, Cristiano Ronaldo         |
| 2012/13 | 7.      | FC Barcelona – Real Madryt | 2:2   | Messi (2) – Cristiano Ronaldo (2)                   |
| 2012/13 | 26.     | Real Madryt – FC Barcelona | 2:1   | Benzema, Sergio Ramos – Messi                       |
| 2013/14 | 10.     | FC Barcelona – Real Madryt | 2:1   | Neymar, Alexis Sánchez – Jesé                       |
| 2013/14 | 29.     | Real Madryt – FC Barcelona | 3:4   | Benzema (2), Cristiano Ronaldo – Iniesta, Messi (3) |
| 2014/15 | 9.      | Real Madryt – FC Barcelona | 3:1   | Cristiano Ronaldo, Pepe, Benzema – Neymar           |
| 2014/15 | 28.     | FC Barcelona – Real Madryt | 2:1   | Mathieu, Suárez – Cristiano Ronaldo                 |
| 2015/16 | 12.     | Real Madryt – FC Barcelona | 0:4   | Neymar, Iniesta, Suárez (2)                         |
| 2015/16 | 31      | FC Barcelona – Real Madryt | 1:2   | Piqué – Benzema, Cristiano Ronaldo                  |
| 2016/17 | 14.     | FC Barcelona – Real Madryt | 1:1   | Suárez – Sergio Ramos                               |
| 2016/17 | 33.     | Real Madryt – FC Barcelona | 2:3   | Casemiro, James Rodríguez – Messi (2), Rakitić      |
| 2017/18 | 17.     | Real Madryt – FC Barcelona | 0:3   | Suárez, Messi, Aleix Vidal                          |
| 2017/18 | 36.     | FC Barcelona – Real Madryt | 2:2   | Suárez, Messi – Cristiano Ronaldo, Bale             |
| 2018/19 | 10.     | FC Barcelona – Real Madryt | 5:1   | Coutinho, Suárez (3), Arturo Vidal – Marcelo        |
| 2018/19 | 26.     | Real Madryt – FC Barcelona | 0:1   | Rakitić                                             |
| 2019/20 | 10.     | FC Barcelona – Real Madryt | 0:0   | –                                                   |
| 2019/20 | 26.     | Real Madryt – FC Barcelona | 2:0   | Vinícius Júnior, Mariano Díaz                       |

### 2020–2030
| Sezon   | Kolejka | Mecz                       | Wynik | Strzelcy goli                                                    |
| ------- | ------- | -------------------------- | ----- | ---------------------------------------------------------------- |
| 2020/21 | 7.      | FC Barcelona – Real Madryt | 1:3   | Ansu Fati – Valverde, Sergio Ramos, Modrić                       |
| 2020/21 | 30.     | Real Madryt – FC Barcelona | 2:1   | Benzema, Kroos – Mingueza                                        |
| 2021/22 | 10.     | FC Barcelona – Real Madryt | 1:2   | Agüero – Alaba, Vázquez                                          |
| 2021/22 | 29.     | Real Madryt – FC Barcelona | 0:4   | Araújo, Aubemeyang (2), Torres                                   |
| 2022/23 | 9.      | Real Madryt – FC Barcelona | 3:1   | Benzema, Valverde, Rodrygo – Torres                              |
| 2022/23 | 26.     | FC Barcelona – Real Madryt | 2:1   | Sergi Roberto, Kessié – Araújo (sam.)                            |
| 2023/24 | 11.     | FC Barcelona – Real Madryt | 1:2   | Gündoğan – Bellingham (2)                                        |
| 2023/24 | 32.     | Real Madryt – FC Barcelona | 3:2   | Vinícius Júnior, Vázquez, Bellingham – Christensen, Fermín López |
| 2024/25 | 11.     | Real Madryt – FC Barcelona | 0:4   | Lewandowski (2), Raphinha, Yamal                                 |
| 2024/25 | 35.     | FC Barcelona - Real Madryt | 4:3   | Eric García, Lamine Yamal, Raphinha - Kylian Mbappé (3)          |

## Bilans spotkań

### Wszystkie oficjalne mecze
Stan na 11 maja 2025
| Zespół       | Mecze | Zwycięstwa | Remisy | Porażki | Bilans bramkowy |
| ------------ | ----- | ---------- | ------ | ------- | --------------- |
| Real Madryt  | 261   | 105        | 52     | 104     | 440:435 (+5)    |
| FC Barcelona | 261   | 104        | 52     | 105     | 435:440 (-5)    |

### Mecze ligowe
Stan na 11 maja 2025
| Zespół       | Mecze | Zwycięstwa | Remisy | Porażki | Bilans bramkowy |
| ------------ | ----- | ---------- | ------ | ------- | --------------- |
| Real Madryt  | 190   | 79         | 35     | 76      | 307:309 (-2)    |
| FC Barcelona | 190   | 76         | 35     | 79      | 309:307 (+2)    |

## Najlepsi strzelcy
- Stan na 26 kwietnia 2025
- Wytłuszczoną czcionką oznaczeni są zawodnicy, którzy nadal grają w Realu lub Barcelonie.

| Miejsce | Narodowość | Zawodnik           | Klub                       | Liga | Puchar krajowy | Superpuchar krajowy | Puchar Ligi | Europa | Razem |
| ------- | ---------- | ------------------ | -------------------------- | ---- | -------------- | ------------------- | ----------- | ------ | ----- |
| 1       | Argentyna  | Lionel Messi       | FC Barcelona               | 18   |                | 6                   |             | 2      | 26    |
| 2       | Argentyna  | Alfredo Di Stéfano | Real Madryt                | 14   | 2              |                     |             | 2      | 18    |
| 2       | Portugalia | Cristiano Ronaldo  | Real Madryt                | 9    | 5              | 4                   |             |        | 18    |
| 4       | Francja    | Karim Benzema      | Real Madryt                | 8    | 4              | 4                   |             |        | 16    |
| 5       | Hiszpania  | Raúl               | Real Madryt                | 11   |                | 3                   |             | 1      | 15    |
| 6       | Hiszpania  | César Rodríguez    | FC Barcelona               | 12   | 2              |                     |             |        | 14    |
| 6       | Hiszpania  | Francisco Gento    | Real Madryt                | 10   | 2              |                     |             | 2      | 14    |
| 6       | Węgry      | Ferenc Puskás      | Real Madryt                | 9    | 2              |                     |             | 3      | 14    |
| 9       | Hiszpania  | Santillana         | Real Madryt                | 9    | 2              |                     | 1           |        | 12    |
| 10      | Urugwaj    | Luis Suárez        | FC Barcelona               | 9    | 2              |                     |             |        | 11    |
| 11      | Meksyk     | Hugo Sánchez       | Real Madryt                | 8    |                | 2                   |             |        | 10    |
| 11      | Hiszpania  | Juanito            | Real Madryt                | 8    |                |                     | 2           |        | 10    |
| 11      | Hiszpania  | Josep Samitier     | FC Barcelona / Real Madryt | 4    | 6              |                     |             |        | 10    |
| 14      | Hiszpania  | Estanislao Basora  | FC Barcelona               | 8    | 1              |                     |             |        | 9     |
| 15      | Hiszpania  | Jaime Lazcano      | Real Madryt                | 8    |                |                     |             |        | 8     |
| 15      | Hiszpania  | Pahiño             | Real Madryt                | 8    |                |                     |             |        | 8     |
| 15      | Chile      | Iván Zamorano      | Real Madryt                | 4    | 2              | 2                   |             |        | 8     |
| 15      | Hiszpania  | Sabino Barinaga    | Real Madryt                | 4    | 4              |                     |             |        | 8     |
| 15      | Paragwaj   | Eulogio Martínez   | FC Barcelona               | 2    | 5              |                     |             | 1      | 8     |
| 15      | Hiszpania  | Luis Suárez        | FC Barcelona               | 2    | 4              |                     |             | 2      | 8     |